# Commander Cody and His Lost Planet Airmen

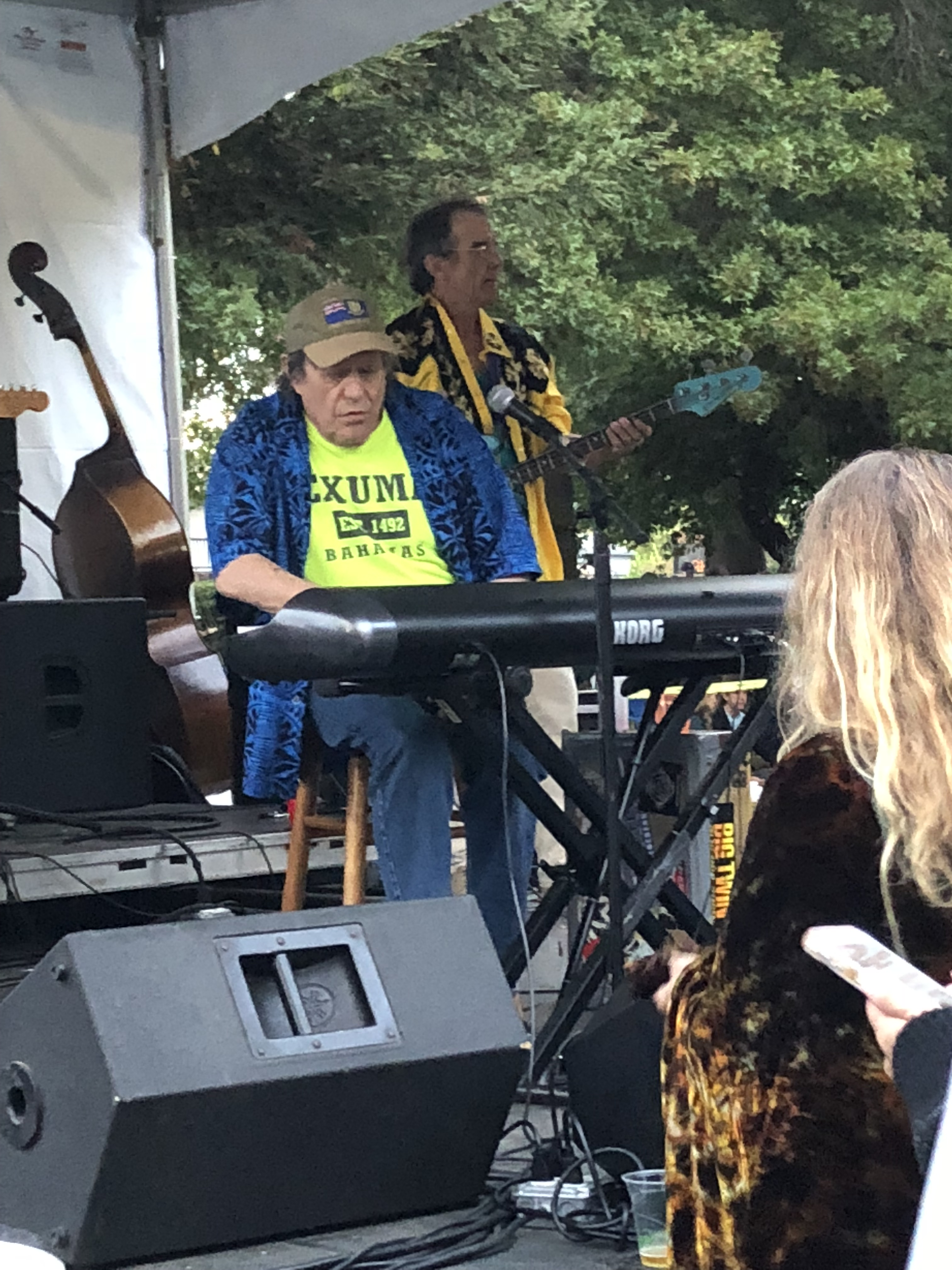
Commander Cody

Commander Cody and the Lost Planet Air Men waren eine amerikanische Country-Rock-Gruppe, die eine Stilvielfalt aus Country, Rock ’n’ Roll, Western Swing und alten Hymnen spielte. Neben dieser abwechslungsreichen Musik waren sie vor allem durch ihre fröhliche, humorvolle Musik bekannt. Mit einem Cover des Novelty-Song Hot Rod Lincoln gelang der Gruppe 1971 ein Top-Ten-Hit in den USA. 

## Musiker
- Bill Kirchen (* 29. Juni 1948 Bridgeport/Connecticut) (Gitarre, Gesang)
- Bruce Barlow (* 3. Dezember 1948 Oxnard/Kalifornien) (Bass, Gesang)
- Commander Cody George Frayne IV (* 19. Juli 1944 Boise/Idaho; † 26. September 2021) (Piano, Gesang)
- Lance Dickerson (* 15. Oktober 1948 Detroit/Michigan) (Schlagzeug, Gesang)
- Billy C. Farlow (Mundharmonika, Harfe, Gesang)
- Andy Stein (* 31. August 1948 New York City) (Fiddle, vi, Saxophon)
- John Tichy (Gitarre, Gesang)
- "West Virginia Creeper" Steve Davis (Steel-Gitarre) [bis 1972]
- Bobby Black (Steel-Gitarre, Gesang) [seit 1972]

## Geschichte
Aus mehreren Vorgängerbands entstand die Gruppe Commander Cody and the Lost Planet Airmen in Ann Arbor/Michigan. Der Kunststudent George Frayne IV sammelte Musiker um sich, mit denen er als Boogie-Pianist Musik nach seinen Vorstellungen machen konnte. Das Ziel bestand darin, Country-beeinflusste Musik in verschiedenen Stilrichtungen zu spielen: Western Swing, Rockabilly, Tex-Mex, Gospel und auch sentimentale Balladen. Gleichzeitig wollten sie als Hippies Country-Musik spielen und damit aus dem gängigen Rollenmuster der sauberen, konservativen Country-Künstler ausbrechen. Ihre vordergründig unbeschwerten Texte enthielten kaum verhüllte Anspielungen auf den Drogenkonsum. Insofern sprach die Gruppe verschiedene Zielgruppen an und begeisterte mit ihren Konzerten das Publikum.
Diese Konzertatmosphäre ist auch auf den Live-Alben der Gruppe spürbar, während die Studioaufnahmen meist etwas steril wirken. Bei einer Konzertserie im World Armadillo Headquarters in Austin/Texas wurde eine Platte aufgenommen, die wohl als bestes Werk der Gruppe anzusehen ist: Live From Deep in the Heart of Texas. 15 Jahre später schob die Plattenfirma weitere Aufnahmen dieser Konzertserie auf dem Album Sleazy Roadside Stories nach.
Meist spielte die Gruppe Fremdkompositionen, von denen der Song Hot Rod Lincoln sogar in die Top Ten der US-Hitparade kam; lediglich der Song Down to Seeds and Stems Again Blues erlangte im Repertoire Bedeutung. 
Im Lauf der Zeit erwies es sich als zunehmend schwieriger, eine solch große Gruppe zusammenzuhalten. Außerdem nützte sich der Sound ab, und die Hippie-Zeit neigte sich Mitte der 1970er Jahre dem Ende zu. Auf einer Tournee durch Großbritannien wurde das Doppelalbum We've Got a Live One Here aufgezeichnet, auf dem die Gruppe bereits relativ erschöpft wirkt. Zwei Jahre später löste sie sich auf.
Commander Cody trat mit Bands in wechselnden Besetzungen auf und veröffentlichte weiterhin Alben. Bis zur Gegenwart trat er vor allem in den Vereinigten Staaten immer wieder bei Konzerten und Festivals auf. Nach dem Jahr 2000 trat auch die Gruppe wieder annähernd in Original-Besetzung auf, zuletzt im Jahr 2019.

## Diskografie

### Alben
- Lost in the Ozone (1971)
- Hot Licks, Cold Steel and Trucker’s Favourites (1972)
- Country Casanova (1973)
- Live From Deep in the Heart of Texas (Live-Aufnahme 1973, veröffentlicht 1974)
- Sleazy Roadside Stories (Live-Aufnahme 1973, veröffentlicht 1988)
- Commander Cody & His Lost Planet Airmen (1975)
- Lost in Space (1975)
- Tales from the Ozone (1975)
- We've Got a Live One Here (Live-Aufnahme 1976)
- King Biscuit Flower Hour - Greatest Hits Live! (Live-Aufnahme 14. März 1976, veröffentlicht 2003)
- Rock 'n Roll Again (1977)
- Flying Dreams (1978)
- Dopers, Drunks and Everyday Losers (2009)

### Kompilationen
- 3 Original Warner Albums (2016)